# Eleccions presidencials del Senegal de 1983
El 27 de febrer de 1983 es van celebrar tant eleccions presidencials com legislatives al Senegal per a elegir un President i una Assemblea Nacional. L'actual Abdou Diouf, que havia assumit el càrrec el gener de 1981 després de la dimissió de Léopold Sédar Senghor, va derrotar a altres quatre candidats en les eleccions presidencials. Els membres de l'Assemblea Nacional es van triar mitjançant un sistema majoritari mixt, amb seixanta membres triats pel sistema de pluralitat d'un sol membre i seixanta triats per representació proporcional de llista tancada. En les eleccions a l'Assemblea Nacional, el Partit Socialista de Diouf va obtenir 111 dels 120 escons. La participació dels votants va ser del 56,2% en les eleccions a l'Assemblea i del 56,7% en les eleccions presidencials.